# Quasqueton, Iowa
Quasqueton là một thành phố thuộc quận Buchanan, tiểu bang Iowa, Hoa Kỳ. Năm 2010, dân số của thành phố này là 554 người.

## Dân số
Dân số qua các năm:
- Năm 2000: 574 người.
- Năm 2010: 554 người.